# Terricola lusitanicus
Microtus (Terricola) lusitanicus (норик лузітанський) — вид гризунів родини Хом'якові (Cricetidae).

## Поширення
Норик лузітанський — ендемік Європи, власне Іберії (Піренейського півострова). Він зустрічається в центральній і північній Португалії, північному заході Іспанії і на крайньому південному заході Франції. Свою наукову та вернакулярну назву вид отримав від історичної провінції Лузітанія.
Був зафіксований від рівня моря до 2050 м.

## Середовище проживання та екологія
Він знаходиться в різноманітних типах середовищ існування, в тому числі природних місцях проживання (межі малих річок, каштанові й дубові рідколісся) та сільськогосподарські райони (пасовища, рілля, рисові поля і сади). Вимагає м'якого і вологого ґрунту з щільним рослинним покривом, де він будує свої нори. Є 2,2 дитинчат в приплоді.

## Загрози та охорона
Немає серйозних загроз для цього виду. Заходи боротьби з шкідниками можуть викликати місцеві скорочення популяції. Зустрічається в багатьох природоохоронних територіях.

## Ресурси Інтернету
- Aulagnier S., Amori G., Hutterer R., Kryštufek B., Yigit N., Mitsain G. & Palomo L.J. 2008. Microtus lusitanicus [Архівовано 24 грудня 2013 у Wayback Machine.]

| Панда | Це незавершена стаття з теріології. Ви можете допомогти проєкту, виправивши або дописавши її. |